# Alberto Aguilera y Velasco

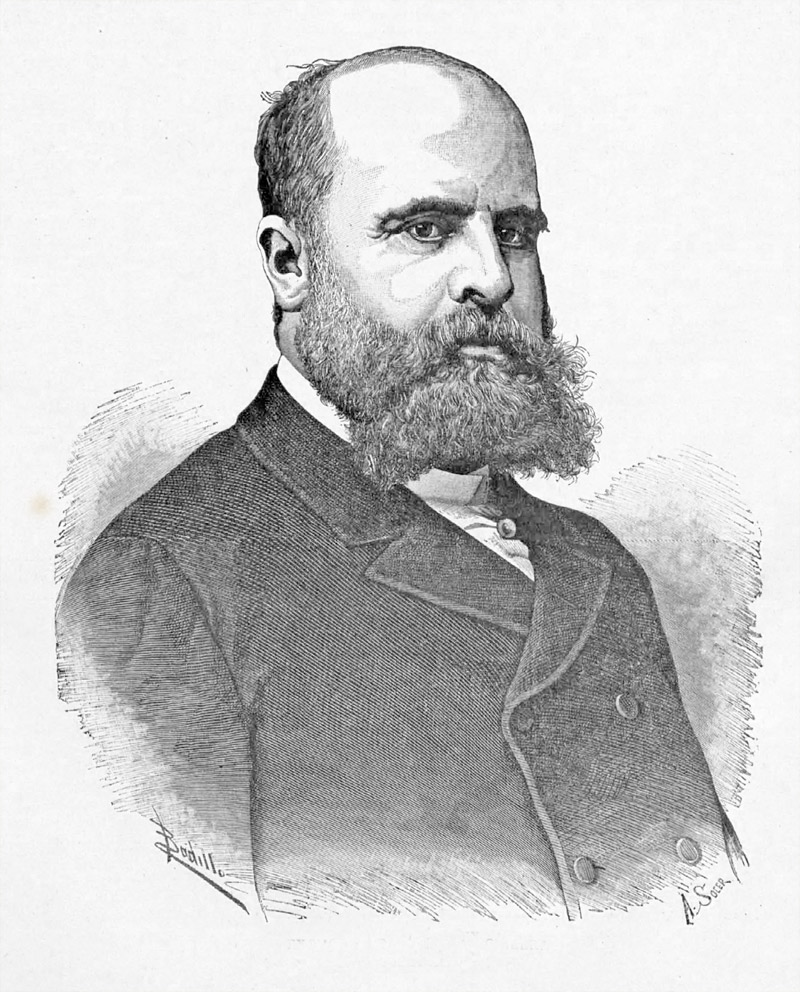
Alberto Aguilera

Alberto Aguilera y Velasco (València, 7 d'agost de 1842 – Madrid, 25 de desembre de 1913) fou un advocat periodista i polític espanyol, diputat, senador, ministre de Governació durant la regència de Maria Cristina d'Habsburg-Lorena i alcalde de Madrid diverses vegades entre 1901 i 1910.

## Biografia
Fill de Pablo Aguilera, natural d'Almadén (Ciudad Real) i de María Soledad Velasco Y Jiménez, natural d'Albuñol (Granada), va estudiar A la Universitat de Madrid, llicenciant-se en dret en ingressant en la carrera judicial als vint-i-vuit anys.
Va ocupar els càrrecs d'oficial de l'Assessoria d'Hisenda i advocat fiscal de l'Audiència de Saragossa.

## Governador civil
Regnant Amadeu I i sent president del Consell de Ministres Manuel Ruiz Zorrilla va ser successivament governador civil de Ciudad Real, Oviedo (12-4-1871), Toledo (28-8-1871 a 15-10-1871), Múrcia (20-6-1872), Sevilla (12-10-1872 a 19-2-1873 i de nou a partir del 26-7-1873). Posteriorment, durant la Regència de Maria Cristina, amb els governs de José de Posada Herrera i Sagasta, també ho fou de Madrid de 20-10-1883 a 9-1-1884; de 6-7-1888 a 8-7-1890; de13-12-1892 i 6-10-1897, manejant amb tacte i destresa difícils situacions prèvies i posteriors al desastre del 98.

## Diputat i senador
Membre del Partit Liberal va ser elegit diputat al Congrés per la circumscripció de Granada en les successives eleccions celebrades entre 1886 i 1903 encara que renunciaria a aquesta última acta de diputat per passar al Senat en ser nomenat senador vitalici el 23 de desembre de 1903.

## Sotssecretari i ministre
Va ser sotssecretari del Ministeri de la Governació des del 17 d'octubre de 1883, amb Segismundo Moret, del Ministeri d'Hisenda d'Espanya des del 8 d'agost de 1886, amb Joaquín López Puigcerver, i ministre de la Governació entre el 12 de març i el 4 de novembre de 1894 en un govern presidit per Sagasta.

## Alcalde
Com a alcade de Madrid destaquen els següents fets esdevinguts durant el seu mandat:
- 1902. Poc després de prendre possessió de l'alcaldia i amb l'objecte d'embellir la vila de Madrid i prenent com a excusa la pujada al tron d'Alfons XIII, es va dur a terme la inauguració el dia 5 de juny de 1902, de diferents monuments dedicats a personatges històrics: a l'Heroi de Cascorro, a Juan Bravo Murillo i a Lope de Vega;
- 1902. Inauguració de l'Hospital de San Pedro de los Naturales;
- 1904. Aprovació del Projecte de Gran Vía presentat pels pels arquitectes municipals José López Sallaberry i Francisco Andrés Octavio;
- 1906. Impuls per a la creació del Parc de l'Oeste;
- 1908. Començament de la construcció de l'Hospital de Maudes.

## Altres càrrecs
- Director general d'Establiments penals (10-12-1885).
- Vicepresident de la Reial Acadèmia de Jurisprudència.
- Membre del Consell penitenciari.
- President del Cercle de Belles arts.
- President del Cercle Instructiu Obrer.

## Distincions
- Gran creu de Carles III.[5]
- Fill adoptiu d'Albuñol.[6]
- Un carrer de Madrid porta el seu nom.